# Борисово-Покровское
Борисово-Покровское — село  в Дальнеконстантиновском районе Нижегородской области России. Входит в состав Нижегородского сельсовета.
В селе есть приход и полуразрушенная церковь Покрова Пресвятой Богородицы. Службы в данный момент проводятся в молельном доме неподалёку от церкви.

## География
Деревня находится в центральной части Нижегородской области, в зоне хвойно-широколиственных лесов, на реке Миянка, возле автодороги Р158, в 40 км от Нижнего Новгорода.

### Климат
Климат характеризуется как умеренно континентальный, с коротким умеренно тёплым летом и холодной продолжительной зимой. Среднегодовая температура — 3,6 °C. Средняя температура воздуха самого тёплого месяца (июля) — 19 °C (абсолютный максимум — 37 °C); самого холодного (января) — −12 °C (абсолютный минимум — −42 °C). Продолжительность безморозного периода составляет 142 дня. Среднегодовое количество атмосферных осадков составляет 550—600 мм, из которых две трети выпадает в тёплый период. Устойчивый снежный покров устанавливается в третьей декаде ноября и держится около 140—145 дней.

## История
До упразднения уездно-губернского деления входило в состав Покровской волости Нижегородского уезда Нижегородской губернии.
Народное предание говорит, что село было собственностью помещика-немца, затем было отдано в приданое его дочери. Когда у дочери родился сын Борис, в честь него и село стали называть Борисово. Костел немецкий перестроили в православную церковь Покрова Пресвятой Богородицы по заказу графини М. А. Остерман-Толстой в 1820 году. Она сохранилась и является единственной в Нижегородской области двухколоколенной церковью. Это своеобразный по замыслу ротондальный храм стиля ампир с примыкающей с запада двухколоколенной папертью. Согласно преданию, проект был прислан из Петербурга (но вероятнее всего из Москвы), но строительство велось местными мастерами, упростившими многие архитектурные детали. При ближайшем рассмотрении они действительно не отличаются изяществом. Великолепный колонный портик храма утрачен в 1970-е годы. Тогда же были разрушены и дома причта, находившиеся рядом. В церкви построен был слева алтарь в честь праздника Покрова (1 октября по старому стилю). Село стало называться Борисово-Покровское, такое название имеет до сих пор.
Село расположено в долине. Дома строились гнёздами — по два дома рядом. Были большие пробелы, которые засаживались берёзами, сиренью, бузиной. Зелени было очень много. Село Борисово-Покровское было известное благодаря наличию двух факторов. Первый — это Большая дорога. По ней шли обозы с товарами и хлебом в Нижний Новгород, летом гнали гурты скота, шли артели людей. До железнодорожной станции Зимёнок почту везли этой же дорогой. Второй фактор — базар, который занимал большую площадь в центре села у церкви. Был он по понедельникам. Со всей округи съезжались люди; кто-то приезжал купить, а кто-то — продать, при этом рядами стояли прилавки, на которых раскладывали товар. Для проезжающих и приезжающих на базар строились чайные, трактиры и постоялые дворы. Кроме того, базар выступал также и местом народных гуляний.
Основным занятием жителей было земледелие.

### История Борисово-Покровской школы
В этом селе, трудно точно указать год (предполагается 1869—1870), появилась школа. Старики с 1875 года рождения, закончившие три класса начального обучения, были достаточно грамотными для того времени — умели составить любое заявление и справлялись с колхозным счетоводством. Обучение было раздельное. Мальчики учились в специально построенном здании у церкви. Девочки же учились в частном доме. Потом женское училище перевели в здание бывшей чайной. Выстроили два здания: первое — двухэтажное, в котором было 4 класса, 2 квартиры для учителей, 2 кухни, а второе — одноэтажное здание с тремя комнатами и кухней. В одном здании помещалось общежитие. В двуклассном училище учились из разных соседних селений. Программа школы соответствовала программе начальной средней школы, но не было ни химии, ни алгебры, а был «закон Божий» и «славянский язык»… Осенью 1917 года прибыл в школу студент Григорий Иванович Борисов открывать городское училище. Существовало оно несколько месяцев. После 7 ноября 1917 года его переименовали при Советской власти в школу второй ступени.

## Население
| 2002 | 2010 |
| ---- | ---- |
| 81   | ↘60  |

## Известные жители
В селе родились:
- Шамшин, Александр Александрович (1908—1972) — советский военный деятель, Генерал-майор танковых войск (1942 год).

## Инфраструктура
Личное подсобное хозяйство с зоной сельскохозяйственного использования, индивидуальная застройка усадебного типа.

## Транспорт
Автобусное сообщение с райцентром - из соседнего посёлка Нижегородец.